# Vultee XP-54
O Vultee XP-54 Swoose Goose foi um protótipo de caça construído pela Vultee Aircraft para as Forças Aéreas do Exército dos Estados Unidos (USAAF).

## Projeto e desenvolvimento
A Vultee enviou uma proposta em resposta ao pedido do Corpo Aéreo do Exército dos Estados Unidos de uma aeronave de configuração não usual. O projeto da Vultee venceu a competição contra o Curtiss-Wright XP-55 Ascender e o Northrop XP-56 Black Bullet. A Vultee o designou de "Model 84", um descendente de seu anterior "Model 78". Após concluir os testes preliminares de engenharia e em túnel de vento, foi fechado um contrato para um protótipo em 8 de janeiro de 1941. Um segundo protótipo foi pedido em 17 de março de 1942. Apesar de parecer um projeto radical, o desempenho não era dos melhores e o projeto foi cancelado.
O XP-54 foi projetado com um motor por impulsão na parte traseira da fuselagem. A cauda era montada para trás, entre duas longarinas, com a hélice de 12 ft (3,66 m) entre elas. O projeto incluía uma "seção de asa com duto", desenvolvido pela NACA para permitir potencialmente a instalação de radiadores de resfriamento e intercoolers na asa em "gaivota" invertida. O motor Pratt & Whitney X-1800 foi proposto, mas após seu desenvolvimento, foi descontinuado. O Lycoming XH-2470 refrigerado a água o substituiu.
Em setembro de 1941, a missão do XP-54 mudou de interceptação de baixa para alta altitude. Consequentemente, um turbocompressor e uma blindagem mais alta foi adicionada, aumentando o peso vazio da aeronave aumentou para 18 000 lb (8 160 kg).

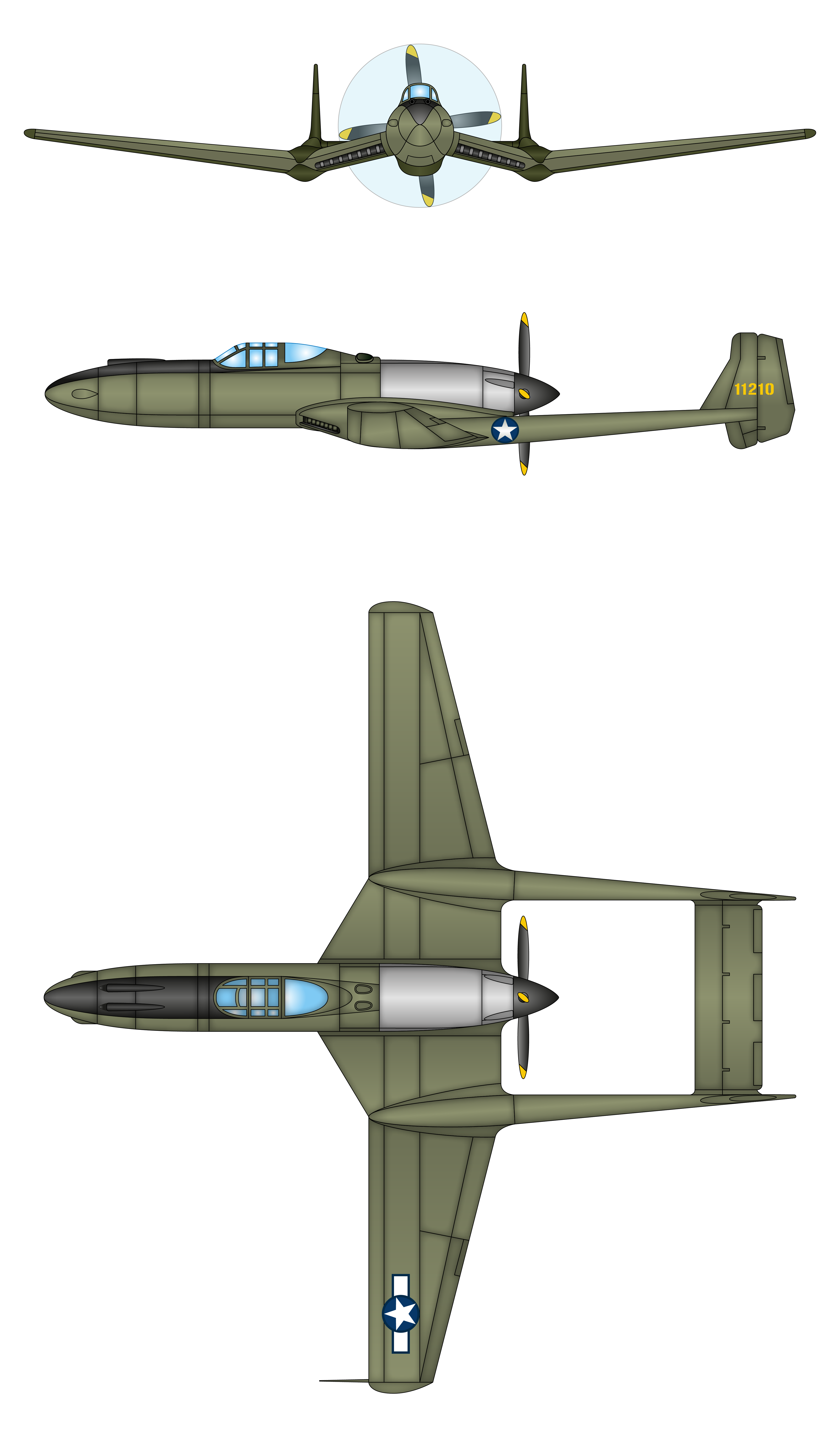

O XP-54 foi único de várias formas. A cabine de pilotagem pressurizada requeria um complexo sistema: o assento do piloto agia como um elevador para acesso à cabine a partir do solo. O piloto baixava o assento eletricamente, sentava nele e subia nele para dentro da cabine. O procedimento de ejeção era complicado devido a esse mesmo sistema, sendo necessária uma ejeção para baixo, de forma a livrá-lo da hélice. Além disso, a seção do nariz podia pivotar em seu eixo vertical, três graus para cima e seis graus para baixo. No nariz, dois canhões T-9 de 37 mm eram instalados em suportes rígidos, enquanto duas metralhadoras Browning M2 ficavam em suportes móveis. O movimento era controlado por uma mira especial. Desta forma, a trajetória do canhão podia ser elevada sem alterar a atitude de voo da aeronave. A grande seção do nariz deu origem a seu excêntrico apelido, Swoose Goose, inspirado em uma canção sobre Alexander, que era meio meio cisne e meio ganso: "Alexander was a swoose." (do inglês Swan - cisne e Goose - ganso) - um nome compartilhado com o mais antigo B-17 sobrevivente.

## Histórico operacional
Os testes em voo do primeiro protótipo, o 41-1210, iniciaram em 15 de janeiro de 1942. Os testes mostraram que o desempenho era muito abaixo do esperado. Simultaneamente, o desenvolvimento do motor XH-2470 foi descontinuado. Apesar do motor Allison V-3420 ser um bom substituto, isso iria requerer grandes alterações na estrutura. Os atrasos e custos do projeto resultaram em uma decisão de não produzi-lo em massa.
Os protótipos continuaram a ser usados em um programa experimental até que problemas com os motores Lycoming e falta de peças de reposição causaram a suspensão de seus voos. O segundo protótipo 42-108994 (erroneamente pintado como 42-1211) equipado com um turbocompressor experimental da GE, fez dez voos antes de ser utilizado como fornecedor de peças para manter o primeiro protótipo no ar.